# Eloyella
Eloyella é um género botânico pertencente à família das orquídeas (Orchidaceae).

## Espécies
- Eloyella antioquiensis (P.Ortiz) P.Ortiz
- Eloyella bifida D.E.Benn. & Christenson
- Eloyella cundinamarcae (P.Ortiz) P.Ortiz
- Eloyella dalstroemii Dodson
- Eloyella panamensis (Dressler) Dodson
- Eloyella thienii Dodson
- Eloyella thivii Senghas